# Kjøllefjord
Kjøllefjord és el centre administratiu del municipi de Lebesby, comtat de Finnmark, Noruega. La vila és a la part nord-oest de la península Nordkinn, a la riba d'un petit fiord. Amb 0,45 quilòmetres quadrats el poble té una població de 927 habitants (2013), el que dona al poble una densitat de població de 2.060 habitants per quilòmetre quadrat i fa que sigui el poble més gran del municipi i un dels més grans pobles de pescadors al comtat de Finnmark.
El vaixell exprés costaner de Hurtigruten té parades regulars a Kjøllefjord. L'església principal del municipi es troba al poble. Una de les majors empreses de processament de peix i pesca en Kjøllefjord és una branca d'Aker Seafoods. El poble té aeroport, però actualment roman tancat.
El 2005 s'hi construí un parc eòlic amb 17 turbines de venta prop de la muntanya Gartefjellet, amb una capacitat màxima de 39 megawatts.